# Echinofossulocactus confusus
Echinofossulocactus confusus là một loài thực vật có hoa trong họ Cactaceae. Loài này được (Britton & Rose) P.V. Heath mô tả khoa học đầu tiên năm 1992.